# Neottolemo I
Neottolemo I (fl. IV secolo a.C.) della dinastia dei Molossi, fu re dell'Epiro dal 370 a.C. circa al 360 a.C..

## Biografia
In seguito alla morte del padre Alceta I, Neottolemo iniziò a regnare insieme al fratello Arimba o Aribba. Il regno fu dunque diviso tra i due e per circa dieci anni non vi fu alcuna notizia di attriti tra i due che sia giunta fino ai giorni nostri. La morte di Neottolemo I avvenne per avvelenamento.
Neottolemo I fu padre di Alessandro I, detto il Molosso, e di Olimpiade (madre di Alessandro Magno).